# Pohorje
Pohorje este o arie protejată (arie specială de conservare — SAC, sit de importanță comunitară — SCI) din Slovenia întinsă pe o suprafață de 27.568,11 ha, integral pe uscat.

## Localizare
Centrul sitului Pohorje este situat la coordonatele 46°28′53″N 15°26′58″E / 46.4814°N 15.4494°E.

## Înființare
Situl Pohorje a fost declarat sit de importanță comunitară în aprilie 2004 pentru a proteja 1 specie de plante și 11 specii de animale. Situl a fost protejat și ca arie specială de conservare în februarie 2012.

## Biodiversitate
Situată în ecoregiunile alpină și continentală, aria protejată conține 10 habitate naturale: Lacuri și iazuri distrofice naturale, Râuri de munte și vegetația erbacee de pe malurile acestora, Formațiuni ierboase bogate în specii de Nardus, dezvoltate pe substraturi silicioase în zone montane (și în zone submontane, în Europa continentală), Turbării active, Mlaștini turboase de tranziție și turbării mișcătoare, Pante stâncoase silicioase cu vegetație casmofită, Păduri de fag Luzulo-Fagetum, Păduri pe pante, grohotișuri și ravene de Tilio-Acerion, Mlaștini împădurite, Păduri acidofile de Picea de la nivel montan la nivel alpin (Vaccinio-Piceetea).
La baza desemnării sitului se află mai multe specii protejate:
- plante (1): Asplenium adulterinum
- amfibieni (2): izvoraș-cu-burta-galbenă (Bombina variegata), Triturus carnifex
- mamifere (2): liliac cărămiziu (Myotis emarginatus), liliacul mic cu potcoavă (Rhinolophus hipposideros)
- nevertebrate (7): Austropotamobius torrentium, fluturele-tigru (Callimorpha quadripunctaria), albilița portocalie (Colias myrmidone), Cordulegaster heros, fluturele auriu (Euphydryas aurinia), fluturele flitirar (Euphydryas maturna), Rosalia alpina